# 密命
『密命』（みつめい）は、祥伝社文庫から書き下ろしで刊行されている佐伯泰英の時代小説シリーズ。
主人公の前に次々に立ちふさがる刺客との勝負と、同時に描かれる下町の人々との人情味あふれる交流が好対照を成し、2011年12月までに刊行された本編全26巻を数える人気シリーズである。
シリーズ第1作「密命 見参! 寒月霞斬り」は、2008年にテレビ東京金曜時代劇枠で『密命 寒月霞斬り』としてドラマ化された。

## 概要
第1巻は、豊後相良藩（架空）の蔵書から消えた切支丹本を奪還するため、藩主の密命を受けて脱藩した金杉惣三郎の活躍を描く。
第2巻以降は、八代将軍徳川吉宗を激しく憎む尾張徳川家（徳川継友、徳川宗春兄弟）の陰謀と刺客に立ち向かう惣三郎と、剣の道に邁進する息子・清之助の姿を描く。

## 主要登場人物
金杉惣三郎（かなすぎ そうざぶろう）
元・豊後相良藩士。「かなくぎ惣三」（字が下手で金釘流であったため）、「ふぬけ」と馬鹿にされていたが、実は相良の龍と呼ばれた直心影流の達人で秘剣「寒月霞斬り」の使い手。六尺を超える長身で、無精髭を生やしている。藩主の密命により身分を隠して江戸に潜む。（第1巻）温和・謹直な人物で、名誉や栄達を望まず、生活も極めて簡素。
前妻あやめとの間に清之助とみわの一男一女、後妻となるしのとの間に次女結衣をもうける。
金杉清之助（かなすぎ せいのすけ）
金杉惣三郎とあやめ（故人）の長男。第1巻初出時では6歳。初期は女郎に誑かされ心中騒ぎを起こすなど未熟な面も描かれていたが、鹿島米津道場にて米津寛兵衛の元で修行を始めてからはめきめきと実力をあげ、真摯に剣術に打ち込む青年剣士へと成長した。
享保剣術大試合では次席に残るという好成績を残し吉宗からも賞賛されるが、その直後江戸を出奔し武者修行の旅を始める。以降の原作では江戸の惣三郎と諸国をさすらう清之助の活躍が描かれることになる。

神保桂次郎（じんぼ けいじろう）
新抜流。日吉山王大権現で幼い子らを相手に稽古をつけているところを金杉惣三郎に見込まれ、徳川吉宗が主催する上覧大試合までに金杉清之助を超える剣者となるべく過酷な修行を強いられる。初出は20巻。

## 用語解説
寒月霞斬り（かんげつ かすみぎり）
金杉惣三郎の秘剣。番匠川に腰まで浸かり、水面に映った月を斬ることで編み出された。切り上げの“一の太刀”、切り上げた位置から切り下ろす“二の太刀”から成り、三の太刀となる“残月”に続く。逆袈裟と袈裟掛けの連続切り。
霜夜炎返し（そうや ほむらがえし）
金杉清之助の秘剣。蝋燭の炎を水平に両断する修行から編み出された。炎を帯びた（様に見える）高速の水平切りから、急角度で垂直に刀を跳ね上げて相手の視界から刀を消す。立てた刀は厳冬の夜に一本の針が落ちるように静かに切り下ろされる。切り下ろされる瞬間には再び刀身が炎を帯びたように見える。水平から真っ向の十字切り。
高田酔心子兵庫（たかだすいしんしひょうご）
金杉惣三郎の愛刀。豊前の刀鍛冶が鍛えた二尺六寸三分の豪刀。“かます切っ先”が特徴。相良藩主・斎木高玖からの拝領刀。
五畿内山城来国光（ごきないやましろらいくにみつ）
惣三郎のもうひとつの愛刀。八代将軍吉宗からの拝領刀。高田酔心子兵庫よりやや短く軽いため、後年はこれを持つことも多い。

## 作品リスト
1. 密命 見参!寒月霞斬り（1999年1月20日、ISBN 4-396-32667-X）
2. 密命 弦月三十二人斬り（1999年9月10日、ISBN 4-396-32713-7）
3. 密命 残月無想斬り（2000年3月20日、ISBN 4-396-32756-0）
4. 刺客 密命・斬月剣（2001年1月20日、ISBN 4-396-32835-4）
5. 火頭 密命・紅蓮剣（2001年8月5日、ISBN 4-396-32871-0）
6. 兇刃 密命・一期一殺（2002年2月20日、ISBN 4-396-33029-4）
7. 初陣 密命・霜夜炎返し（2002年9月10日、ISBN 4-396-33068-5）
8. 悲恋 密命・尾張柳生剣（2003年4月20日、ISBN 4-396-33101-0）
9. 極意 密命・御庭番斬殺（2003年10月30日、ISBN 4-396-33132-0）
10. 遺恨 密命・影ノ剣（2004年4月20日、ISBN 4-396-33162-2）
11. 残夢 密命・熊野秘法剣（2004年10月20日、ISBN 4-396-33191-6）
12. 乱雲 密命・傀儡剣合わせ鏡（2005年4月20日、ISBN 4-396-33217-3）
13. 追善 密命・死の舞（2005年10月30日、ISBN 4-396-33255-6）
14. 遠謀 密命・血の絆（2006年4月20日、ISBN 4-396-33284-X）
15. 無刀 密命・父子鷹（2006年9月10日、ISBN 4-396-33309-9）
16. 烏鷺 密命・飛鳥山黒白（2007年6月20日、ISBN 978-4-396-33361-4）
17. 初心 密命・闇参籠（2007年6月20日、ISBN 978-4-396-33362-1）
18. 遺髪 密命・加賀の変（2007年12月20日、ISBN 978-4-396-33401-7）
19. 意地 密命・具足武者の怪（2008年6月20日、ISBN 978-4-396-33433-8）
20. 宣告 密命・雪中行（2008年12月20日、ISBN 978-4-396-33469-7）
21. 相剋 密命・陸奥巴波（2009年6月12日、ISBN 978-4-396-33507-6）
22. 再生 密命・恐山地吹雪（2009年12月20日、ISBN 978-4-396-33546-5）
23. 仇敵 密命・決戦前夜（2010年6月11日、ISBN 978-4-396-33586-1）
24. 切羽 密命・潰し合い中山道（2010年12月9日、ISBN 978-4-396-33632-5）
25. 覇者 密命・上覧剣術大試合（2011年6月9日、ISBN 978-4-396-33681-3）
26. 晩節 密命・終の一刀（2011年12月14日、ISBN 978-4-396-33727-8）

- 「密命」読本（2005年4月20日、ISBN 4-396-33217-3） 中編「虚けの龍」収録